# الاحتفال بعيد الميلاد حسب البلد

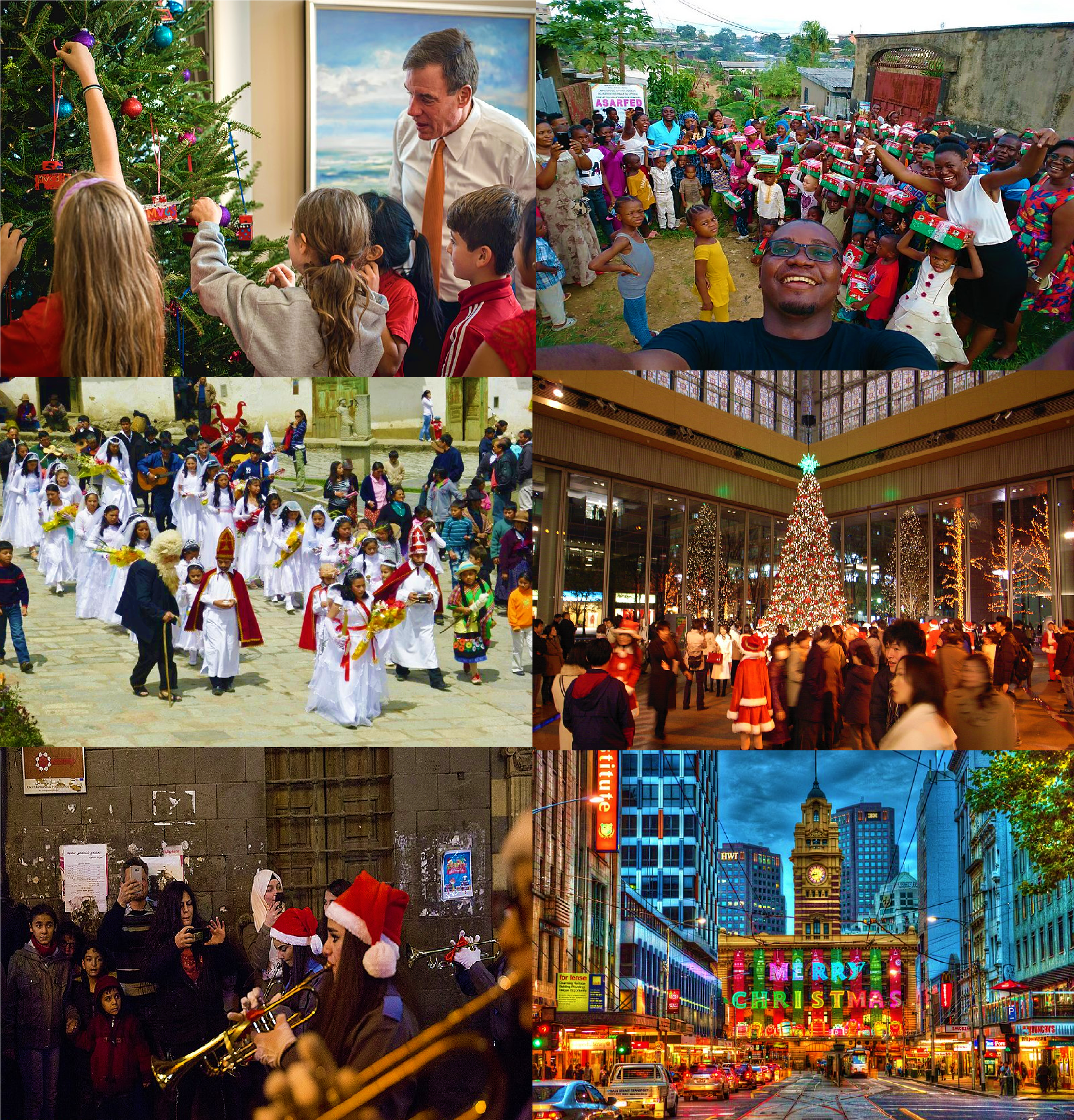

يختلف الاحتفال بعيد الميلاد في جميع أنحاء العالم، على حسب كل بلد وتقاليدها. يُعترف بيوم عيد الميلاد وفي بعض الحالات، اليوم السابق له واليوم الموالي أيضًا، من قبل العديد من الحكومات والثقافات الوطنية في جميع أنحاء العالم، بما في ذلك، تلك المناطق التي تُعتبر المسيحية فيها أقلية دينية. في بعض المناطق غير المسيحية، عرفت فترات الحكم الاستعماري السابق هذا الاحتفال إلى بلدان وثقافات أخرى (مثل هونغ كونغ)؛ في حالات أخرى، أدت الأقليات المسيحية أو التأثيرات الثقافية الأجنبية إلى تعرف السكان على هذا النوع من العطل الدينية
. تتضمن احتفالات عيد الميلاد في العديد من البلدان، تركيب وإضاءة أشجار عيد الميلاد، وتعليق أكاليل عيد الميلاد المجيد، بالإضافة إلى تعليق جوارب عيد الميلاد وقصب الحلوى، ووضع البسكويت والحليب أسفل الشجرة، وإعادة تمثيل مشاهد مغارة الميلاد التي تصف ولادة يسوع المسيح. قد تُغنى ترانيم الميلاد وتُروى قصص عن شخصيات مسيحية مثل الطفل يسوع أو القديس نيكولاس أو سانتا كلوز أو بابا نويل أو كريستكيند أو الجد فروست. من التقاليد الأخرى أيضًا، إرسال وتبادل بطاقات تهنئة عيد الميلاد، والاحتفال بالصيام والاحتفالات الدينية الخاصة مثل قداس منتصف الليل أو صلاة الغروب عشية عيد الميلاد، وحرق سجل يول، وإعطاء وتلقي الهدايا.
إلى جانب عيد القيامة، يعد عيد الميلاد أحد أهم الفترات في التقويم المسيحي، وغالبًا ما يرتبط ارتباطًا وثيقًا بالعطلات الأخرى في هذا الوقت من العام، مثل مجيء المسيح، وعيد الحبل بلا دنس، ويوم القديس نيكولاس، وعيد القديس ستيفن، ورأس السنة وعيد الغطاس. تعترف العديد من الحكومات الوطنية بعيد الميلاد باعتباره يومًا رسميًا، بينما تعترف حكومات أخرى بالعيد بطريقة رمزية وليس بطريقة قانونية رسمية. إن البلدان التي لا تعتبر عيد الميلاد عطلة رسمية فيها هي: أفغانستان، والجزائر، وأذربيجان، والبحرين، وبوتان، وكمبوديا، والصين (باستثناء هونغ كونغ وماكاو)، وجزر القمر، وإيران، وإسرائيل، واليابان، والكويت، ولاوس، وليبيا، وجزر المالديف، وموريتانيا، ومنغوليا، والمغرب، وكوريا الشمالية، وسلطنة عمان، وباكستان، وقطر، والجمهورية العربية الصحراوية، والمملكة العربية السعودية، والصومال، وطاجيكستان، وتايلاند، وتونس، وتركيا، وتركمانستان، والإمارات العربية المتحدة، وأوزبكستان، وفيتنام واليمن. لا تعتبر بعض البلدان (مثل اليابان)، عيد الميلاد عطلة رسمية ولكنه يحظى بشعبية كبيرة على الرغم من وجود عدد صغير من المسيحيين هناك، فقد تبنت هذه البلدان العديد من الجوانب العلمانية لعيد الميلاد، مثل تقديم الهدايا والزينة وأشجار عيد الميلاد.

## الاختلاف الجغرافي

### إفريقيا

#### إثيوبيا وإريتريا
عيد الميلاد هو يوم عطلة عامة في إريتريا يُحتفل به في 7 يناير أو في 27 «تحساس» من التقويم الإثيوبي. يسمى عيد الميلاد ليدت (ልደት) في إريتريا أو جينا (ገና) في إثيوبيا. يصوم الكثير من المسيحيين في كلا البلدين لمدة 40 يومًا (يُطلق عليه صيام الأنبياء). ثم يتوجهون إلى الكنيسة عند فجر يوم عيد الميلاد. تعم الاحتفالات الموسيقية المبهرجة في جميع كنائس البلاد في يوم عيد الميلاد، لتضم الكهنة مُرتدين أفضل ما لديهم لأداء الطقوس الدينية، بما في ذلك الرقص وقرع الطبول والعزف على العديد من الآلات الموسيقية الأخرى. في وقت مبكر من الصباح، يرتدي الجميع ملابس بيضاء اللون ويتوجهون إلى أقرب كنيسة. في وقت متأخر من الظهيرة، يلعب الجميع لعبة تقليدية تُسمى «جينا»، وهي نوع من الهوكي. وفقًا لأسطورة إثيوبية، كان الرعاة الذين يرعون قطعانهم، يلعبون هذه اللعبة في الليلة التي ولد فيها يسوع. يحضر قائد المجموعة هذه اللعبة. يُمنح فائز لعبة جينا، هدية رمزية. يرتدي معظم الإثيوبيين شما تقليدية، وهي عبارة عن غلاف من القطن الأبيض الرقيق مع خطوط ملونة زاهية عند الأطراف. ويتبع العطلة، مهرجان تمكات الذي يستمر ثلاثة أيام ويبدأ في 19 يناير، للاحتفال بمعمودية يسوع المسيح.

#### نيجيريا
يوم عيد الميلاد هو عطلة عامة في نيجيريا، التي يتميز سكانها بترك البلدان والمدن المتحضرة، للعودة إلى قراهم ومسقط رأس أجدادهم وتقضية عيد الميلاد مع العائلة ومساعدة أولئك الأقل حظًا. مع ترك البلدات والمدن، يتجمع النيجيريون في أسواق غرب إفريقيا لشراء ونقل الدجاج الحي والماعز والأبقار، التي ستكون ضرورية لوجبات عيد الميلاد.
في عشية عيد الميلاد، تُعد الوجبات التقليدية وفقًا لتقاليد كل منطقة. يميل النيجيريون عمومًا إلى إعداد اللحوم المختلفة بكميات كبيرة. يُقدم في الجنوب طبق يسمى رز الجولاف مع شرائح من اللحوم المختلفة، جنبًا إلى جنب مع الفول المسلوق والموز المقلي. كما يفضل في الشمال، تقديم الأرز والحساء وكذلك التوون شينكافا، وهو بودنج الأرز الذي يقدم مع يخنة من اللحوم المتعددة. يُعد سكان الشمال أيضًا، العديد من الحلويات المحلية التي بالكاد توجد في مناطق أخرى من نيجيريا. يُعد حساء الفلفل مع السمك أو لحم الماعز أو اللحم البقري الذي يمكن تقديمه أيضًا مع فوفو (يام مقشر)، هو البديل في كلتا المنطقتين (ولكنه أكثر تفضيلًا في الجنوب). تقدم مجموعة من المشروبات الكحولية بشكل أساسي مع هذه الأطعمة، مثل نبيذ النخيل التقليدي (اللاقمي) أو أنواع مختلفة من البيرة والنبيذ المحلي؛ قد تُقدم المشروبات الغازية المحلية للأطفال والنساء بدلًا من الخمور. ينطوي تقديم الهدايا في نيجيريا غالبًا على الأموال، وتقدم الهدايا من الأكثر حظًا إلى الأقل حظًا. بعد تمكن الزائرين من الوصول إلى مدنهم أو حتى السفر من دولة إلى أخرى لقضاء العيد مع عائلاتهم، يُمنحون الوقت الكافي للاستراحة. وبعد ذلك، يبدأ الأقارب المحليون في الاتصال بهم لطلب المساعدة، سواء كانت مالية أم لا. يمكن تقديم التبرعات المالية والهدايا في الحفلات الفخمة وحفلات الزفاف والمراسم الدينية. في بعض الأحيان، تُرمى الأموال في الهواء ليختطفها الحضور أو تُلصق على جبهات البعض المبللة بالعرق. يتساوى الدين في نيجيريا بين المسيحيين والمسلمين. يندلع في بعض الأحيان صراع ديني بين المجموعتين. هاجمت الجماعة الإسلامية بوكو حرام، الكنائس المسيحية بتفجيرات في عيد الميلاد عام 2011.

#### جنوب إفريقيا
يوم عيد الميلاد هو عطلة عامة في جنوب إفريقيا، يُحتفل به في 25 ديسمبر. يُحافظ على العديد من التقاليد الأوروبية على الرغم من المسافة الكبيرة بين جنوب إفريقيا وأوروبا. تُنصب أشجار عيد الميلاد في المنازل ويُعطى الأطفال هدايا العيد في الجوارب المعلقة على هذه الشجرة. تحظى أشجار الكريسماس التقليدية «التنوب» بشعبية كبيرة، ويترك الأطفال جواربًا مُعلقة أو حليبًا وبسكويت، تقديرًا لبابا نويل عند زيارته للمنزل عشية عيد الميلاد. يُعد بابا نويل، جالب الهدايا عشية عيد الميلاد. تنظم المدن والقرى احتفالات للترانيم على ضوء الشموع في بداية موسم الأعياد، إذ تتجمع مجموعات من الناس لغناء أغاني عيد الميلاد والتبرع بالألعاب والملابس للأطفال المحتاجين. تتكون وجبة عيد الميلاد في جنوب إفريقيا من فطائر اللحم المفروم، أو الديك الرومي المشوي، أو فخذ الخنزير، أو لسان البقر، أو اللحوم المشوية (طبق مشوي يتكون من دجاج منزوع العظم داخل بطة منزوعة العظم، يوضع بعد ذلك داخل ديك رومي منزوع العظم جزئيًا)، أو السلطة الخضراء، أو لحم البقر المشوي، أو الشواء في الهواء الطلق. بعد الانتهاء من وجبة عيد الميلاد، تُقدم الحلويات، مثل البودينغ، الآيس كريم أو الكعك. تستخدم المفرقعات في عيد الميلاد لإحداث الصخب. على الرغم من احتفال سكان نصف الكرة الجنوبي بعيد الميلاد في ذروة فصل الصيف، إلا أن سكان نصف الكرة الشمالي، يحتفلون بالعيد في فصل الشتاء.

### آسيا

#### شرق اسيا

##### الصين
لا يعد 25 ديسمبر عطلة قانونية في الصين. ومع ذلك، لا زال يُخصص ليكون عطلة رسمية في المناطق الإدارية الخاصة في الصين، مثل هونغ كونغ وماكاو، وكلاهما مستعمرات سابقة لقوى غربية ذات تراث ثقافي مسيحي. تحتفل نسبة صغيرة من المواطنين الصينيين الذين يعتبرون أنفسهم مسيحيين بشكل غير رسمي في العاصمة بعيد ميلاد المسيح، لكنهم عادة ما يحتفلون بالعيد بشكل خاص أو سري. يحتفل العديد من الصينيين باحتفالات شبيهة بأعياد الميلاد، على الرغم من أنهم لا يعتبرون أنفسهم مسيحيين. إذ يمارسون العديد من العادات، بما في ذلك إرسال البطاقات، وتبادل الهدايا، والجوارب المعلقة، ويشبه هذا الاحتفالات الغربية إلى حد بعيد. أصبحت زينة عيد الميلاد التجارية، والرموز، وغيرها من العناصر الرمزية، منتشرة بشكل متزايد خلال شهر ديسمبر في المراكز الحضرية الكبيرة في العاصمة الصينية، ما يعكس الاهتمام الثقافي بهذه الظاهرة الغربية.

##### هونغ كونغ
يمثل عيد الميلاد عطلة عامة في هونغ كونغ، تُزين العديد من المباني المواجهة لميناء فيكتوريا بأضواء الكريسماس. توجد أشجار عيد الميلاد في مراكز التسوق الرئيسية وغيرها من المباني العامة، وفي بعض المنازل أيضًا، على الرغم من صغر المنطقة السكنية. يمكن للكاثوليك في هونغ كونغ، حضور قداس عيد الميلاد.

##### ماكاو
عيد الميلاد هو عطلة عامة في ماكاو. تأثرت تقاليد المنطقة في الغالب بتقاليد البرتغاليين، نظرًا لاستعمار البرتغال للإقليم حتى 20 ديسمبر 1999.